# Goubanko

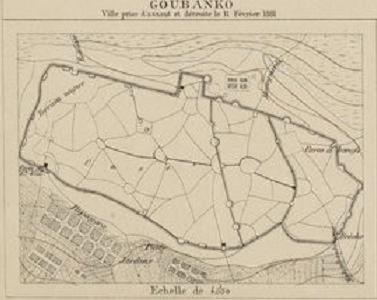
Plànol de Goubanko

Goubanko fou una ciutat de Mali a uns 12 km a l'est de Kita. Era poblada per fulbes i malinkes que havien fugit de Birgo davant els tuculors d'Alfa Usman, un lloctinent d'al-Hadjdj Umar. Havien rebut hospitalitat del rei de Kita en un lloc no gaire llunyà, a canvi de dures condiciones. Allí van construir el seu poble i una muralla defensiva (tata) darrere la qual es van refugiar al llarg dels anys de tota mena de gent, bandits, resistents o aventurers i reputada com inexpugnable. La població va prosperar i van acollir altres fugitius bambares i malinkes, i es van oposar a les exigències del rei, que eren injustes. La guerra va esclatar i el rei va fer aliança amb l'almamy de Mourgoula. El 1879 després d'un setge, els habitants de Goubanko, van rebutjar l'exèrcit de Kita.
El 1880 Joseph Gallieni va arribar a Kita i va intentar imposar el protectorat al rei de facto Tokonta del país de Kita, però aquest pretenia acceptar el protectorat francès a canvi de la seva ajuda contra la població rebel. Gallieni va subornar a l'entorn reial, i alhora va començar a negociar amb Goubanko i amb el rei legítim de Kita a Nahalla. Finalment Tokonta va acceptar signar el tractat de protectorat, el 25 d'abril de 1880 a Makadiambougou .
Quan va arribar la primera campanya de Borgnis-Desbordes a Kita, com que el saqueig de la primera expedició de Gallieni a Dio no havia tingut reacció dels francesos, la població de Goubanko estava confiada i segura de si mateixa. El tinent coronel els va comminar a sotmetre's però no li van fer cas; llavors la població fou atacada amb totes les forces; tres muralles formaven la tata que rodejava el poble per tots costats. La bateria va obrir foc (11 de febrer) però no va poder obrir bretxa. Una sortida dels pobladors fou rebutjada; al migdia la bateria ja no tenia municions i el comandant Voyron va atacar de front i va prendre la primera defensa. Archinard va atacar llavors la segona. el tercer reducte fou pres després de quasi un hora, el capità Pol hi va deixar la vida. Uns tes-cents indígenes van morir mentre els francesos van tenir cinc baixes i 24 ferits entre els quals el capità Marchi que va morir l'endemà. La ciutat fou arrasada i els seus caps es van sotmetre. Uns dies després la columna va tornar a Kita.